# Parigi-Camembert 2023
La Parigi-Camembert 2023, ottantaquattresima edizione della corsa, valevole come evento dell'UCI Europe Tour 2023 e come settima prova della Coppa di Francia categoria 1.1, si svolse l'11 aprile 2023, su un percorso di 209 km, con partenza da Magnanville e arrivo a Livarot-Pays-d'Auge, in Francia. La vittoria fu appannaggio del francese Valentin Ferron, il quale completò il percorso in 5h30'10", alla media di 37,981 km/h, precedendo il connazionale Ewen Costiou e il norvegese Fredrik Dversnes.
Sul traguardo di Livarot-Pays-d'Auge 65 ciclisti, su 95 partiti da Magnaville, portarono a termine la competizione.

## Squadre e corridori partecipanti
| N.    | Cod. | Squadra                |
| ----- | ---- | ---------------------- |
| 1-7   | ARK  | Team Arkéa-Samsic      |
| 11-17 | UXT  | Uno-X Pro Cycling Team |
| 21-27 | TEN  | TotalEnergies          |
| 31-37 | GFC  | Groupama-FDJ           |
| 41-47 | EUS  | Euskaltel-Euskadi      |
| 52-57 | TFB  | Team Flanders-Baloise  |
| 61-67 | TIC  | Tarteletto-Isorex      |
| 71-76 | COF  | Cofidis                |

| N.      | Cod. | Squadra                          |
| ------- | ---- | -------------------------------- |
| 81-86   | ACT  | AG2R Citroën Team                |
| 91-96   | LTD  | Lotto Dstny                      |
| 101-107 | GRL  | Go Sport-Roubaix Lille Métropole |
| 111-117 | UCN  | CIC U Nantes Atlantique          |
| 121-127 | AUB  | St Michel-Mavic-Auber 93         |
| 131-136 | BEB  | Bolton Equities Black Spoke      |
| 141-147 | NMC  | Nice Métropole Côte d'Azur       |

## Ordine d'arrivo (Top 10)
| Pos. | Corridore        | Squadra       | Tempo    |
| ---- | ---------------- | ------------- | -------- |
| 1    | Valentin Ferron  | TotalEnergies | 5h30'10" |
| 2    | Ewen Costiou     | Arkéa         | s.t.     |
| 3    | Fredrik Dversnes | Uno-X         | a 15"    |
| 4    | Valentin Madouas | Groupama      | s.t.     |
| 5    | Guillaume Martin | Cofidis       | s.t.     |
| 6    | Xabier Azparren  | Euskaltel     | a 1'05"  |
| 7    | Élie Gesbert     | Arkéa         | s.t.     |
| 8    | N. Prodhomme     | AG2R          | a 1'19"  |
| 9    | Rasmus Pedersen  | CIC U         | a 2'00"  |
| 10   | Louis Barré      | Arkéa         | s.t.     |